# Роже Мила
Роже Мила (на френски: Roger Milla) е бивш камерунски футболист и един от най-известните африкански спортисти.
Роден е на 20 май 1952 г. в Яунде. Става световноизвестен едва на 38 години, когато участва на Световното първенство по футбол в Италия през 1990 г. и отбелязва 4 гола. Определен е за най-добър футболист на Африка за 1976 и 1990.

## Международна кариера
Мила също е неразделна част от камерунския отбор, който спечели Купата на африканските нации през 1984 г., където Камерун победи Нигерия с 3-1 във финала, за да осигури първата континентална титла на Камерун. Той бе ключов член на камерунската страна, която стана вицешампион на Купата на африканските нации през 1986 г. и Мила получава наградата за най-добър играч в турнира като най-добрия голмайстор с 4. Той също бе посочен в Отбор на турнира за Купата на африканските нации през 1986 г. Той бе и най-добрият голмайстор в Купата на африканските нации през 1988 г. с 2 гола заедно с алжиреца Лахдар Белуми, Абдулайе Траоре от Кот д'Ивоар и Гамал Абделхамид от Египет. Той отново изигра жизненоважна роля за победата на Камерун на Купата на Африканските нации през 1988 г. и за забележителните си изяви по време на турнира, той бе определен за играч на турнира и също беше включен в отбора на турнира за Купата на Африканските нации през 1988 г. .
През 1988 г., на 36-годишна възраст, Мила отпразнува ранното си оттегляне от международния футбол с юбилей в Камерун. Въпреки това през 1990 г. той получава телефонно обаждане от президента на Камерун - Пол Бия, който го моли да излиза от международната пенсия и да се присъедини отново към националния отбор. Той се съгласи и замина в Италия с Неукротимите лъвове за Световното първенство през 1990 г., където ще предизвика сензация. Беше разкрито, че Пол Бия лично е искал Мила да играе на Световното първенство, след като гледа Мила да играе в демонстративен благотворителен мач, който се е играл в Дуала, където Мила е отбелязва два гола. След настояването на камерунския президент Мила решава да се връща в международния футбол, като прави официално съобщение през май 1990 г.
Също така се съобщава, че повечето камерунски съотборници и националният главен треньор Валери Непомниящи, който е руснак, че са нямали намерение Мила да участва в Световното първенство по футбол през 1990 г. Бия издава указ, с който го призовава да се върне в националния отбор и Бия официално подписа указа, изискващ и принуждавайки треньора да го вземе за отбора за Световната купа. Бе съобщено също, че известните спортни журналисти в Камерун заедно с феновете започнаха кампания за отзоваване на Мила обратно в националния отбор след смущаващото представяне на Камерун по време на Купата на африканските нации през 1990 г. в Алжир, където Камерун отпада от груповата фаза с поражение от Гамбия и Сенегал.